# گرگ برنمن
گرگ برنمن (انگلیسی: Greg Brenman) تهیه‌کننده تلویزیونی و تهیه‌کننده فیلم اهل بریتانیا است.
از فیلم‌هایی که وی در آن‌ها نقش داشته‌است، می‌توان به پیکی بلایندرز، رابین هود، بیلی الیوت، دکتر فاستر و ما اشاره نمود.